# Nephrotoma tigrina
Nephrotoma tigrina är en tvåvingeart som beskrevs av Alexander 1917. Nephrotoma tigrina ingår i släktet Nephrotoma och familjen storharkrankar. Inga underarter finns listade i Catalogue of Life.